# Acronicta americana
Acronicta americana (American dagger moth) es una especie de polilla de la familia Noctuidae. Se encuentra en Norteamérica.

## Descripción

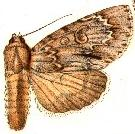
Ilustración.

Tiene una envergadura de 50 a 65 mm . Es de color gris a gris-marrón con marcas más oscuras. Por lo general, tiene una fuerte doble línea postmedia, con blanco entre las dos líneas. Tiene una divión negra en la zona anal del ala anterior. El ala posterior es de color gris con una leve media línea gris más oscura en el macho. La hembra es similar, excepto el ala posterior que es completamente oscura.

## Distribución
Acronicta americana se encuentra en América del Norte al este de las Montañas Rocosas.

## Periodo de vuelo
Acronicta americana se puede ver de abril a septiembre en toda su gama. Las orugas se puede ver a partir de julio a octubre. Tiene una cría en el norte y dos a tres crías en el sur.

## Hábitat

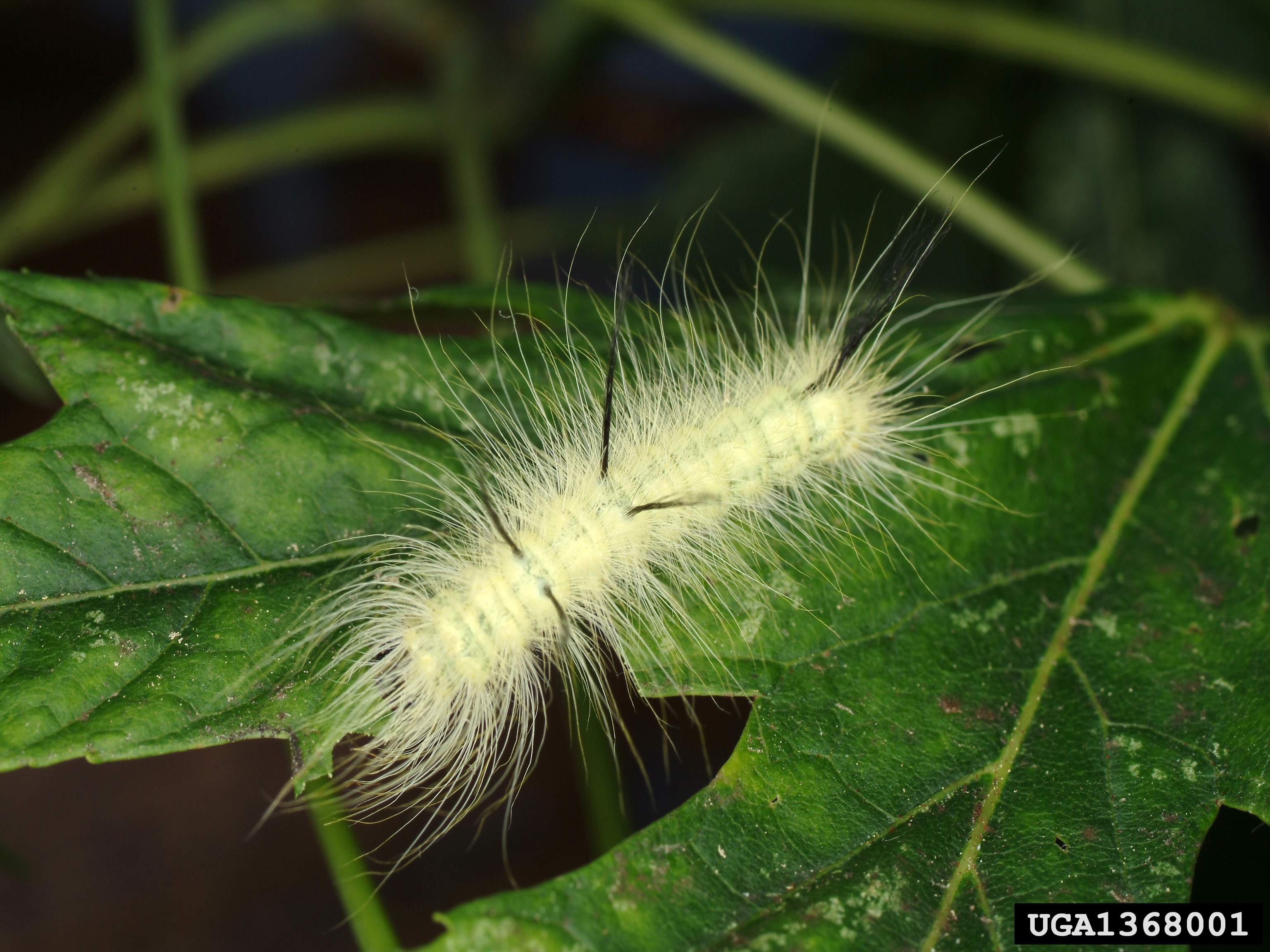
Oruga.

Acronicta americana se encuentra en bosques caducifolios y bosques.

## Ciclo de vida
La oruga joven está densamente cubierta de pelos amarillos. Las orugas mayores son de color amarillo pálido o blanco. En todos los estadios tienen pelos negros finos en el primer, tercer y octavo segmentos abdominales. Las orugas alcanzan una longitud de 50 mm.

## Plantas hospederas
- Acer sp. — arce
- Acer negundo - arce de Manitoba
- Aesculus hippocastanum — Castaño
- Alnus sp. — alder
- Betula sp. — abedul
- Carpinus caroliniana - palo fierro
- Carya sp. —
- Castanea sp. — castaño
- Cercis sp.
- Corylus sp. — avellano
- Fraxinus sp. - fresnos
- Juglans sp. — nogal
- Platanus sp. — sicomoro
- Populus sp. — álamo
- Quercus sp. — roble
- Salix sp. — sauce
- Tilia sp. - tilo
- Ulmus sp. — olmo

## Subespecies
- Acronicta americana americana
- Acronicta americana obscura
- Acronicta americana eldora